# 大成ラミックグループ
大成ラミックグループ株式会社（たいせいラミックグループ）は、埼玉県白岡市に本社を置く持株会社である。液体・粘体充填包装用フィルムの製造販売で業界大手。

## 沿革
- 1966年3月 - 大成包材株式会社を設立。
- 1990年4月 - 現社名に変更。
- 1992年9月 - 日本精機と共同開発した液体充填機「NT-DANGAN」を販売開始。
- 1993年5月 - 物流子会社として株式会社グリーンパックス設立。
- 2002年4月 - 東京証券取引所二部に上場。
- 2003年3月 - 東京証券取引所一部に上場。
- 2025年4月 - 持株会社制に移行。商号を大成ラミックグループ株式会社に変更すると同時に、事業はDANGANフィルム株式会社（大成ラミックフィルム製造分割準備株式会社から商号変更）と大成ラミック株式会社（2代）（大成ラミック販売及び機械製造分割準備株式会社から商号変更）が承継[1][2]。